# Tập chỉ số
Trong Toán học, tập chỉ số là tập mà các phần tử của nó dán nhãn (hoặc chỉ) vào các phần tử của một tập khác. Ví dụ chẳng hạn, Nếu mọi phần tử thuộc tập A được chỉ hoặc dán nhãn bởi các phần tử thuộc tập J, thì J là tập chỉ số.  Cách chỉ số bao gồm một toàn ánh từ J vào A.

## Ví dụ
- Mọi tập vô hạn đếm được đều chỉ được bằng tập hợp số tự nhiên.